# Distretto di Koło
Il distretto di Koło (in polacco powiat kolski) è un distretto polacco appartenente al voivodato della Grande Polonia.

## Geografia antropica

### Suddivisioni amministrative
Il distretto comprende 11 comuni.
- Comuni urbani: Koło
- Comuni urbano-rurali: Dąbie, Kłodawa, Przedecz
- Comuni rurali: Babiak, Chodów, Grzegorzew, Koło, Kościelec, Olszówka, Osiek Mały